# Soledad Sorribes Martínez
Soledad Sorribes Martínez (Castelló de la Plana, 18 de febrer de 1956) és una política valenciana, diputada a les Corts Valencianes en la VII legislatura 

## Biografia
És diplomada en magisteri i llicenciada en geografia i historia, i ha treballat com a professora de valencià (1983-1990) i de geografia i història (1990-2007). Militant socialista, ha ocupat diversos càrrecs dins la FETE-UGT del País Valencià, en representació de la qual ha estat membre del patronat de la Fundació Isonomia de la Universitat Jaume I i ha estat escollida diputada per la província de Castelló pel PSPV-PSOE a les eleccions a les Corts Valencianes de 2007.
Portaveu socialista a la comissió de política lingüística de les Corts, va renunciar a l'acta de diputada l'abril de 2009 per la polèmica arran de la decisió de la direcció del partit de votar en contra de la proposta d'integració de la Generalitat Valenciana a l'Institut Ramon Llull (on també s'integren la Generalitat de Catalunya i el Govern Balear) per a la promoció del català a nivell internacional. Sorribes, que era favorable a la proposta, va rebre el suport de gran part del Grup Parlamentari Socialista.